# Jadwiga Barańska
Jadwiga Barańska (sinh ngày 21 tháng 10 năm 1935) là một nữ diễn viên và biên kịch người Ba Lan. Jadwiga Barańska là vợ của Jerzy Antczak, một đạo diễn người Ba Lan, và là mẹ của Mikołaj Antczak (sinh năm 1964).

## Tác phẩm điện ảnh tiêu biểu
- Wraki (1956) trong vai Irena
- Powrót doktora Von Kniprode (1965)
- Hrabina Cosel (1968) trong vai Anna Constantia Hoym nữ bá tước Cosel, Anna Constantia của Brockdorff
- Epilog Norymberski (1970) trong vai một nạn nhân của trại tập trung Auschwitz
- Kłopotliwy gość (1971) trong vai thư ký
- Noce i dnie, tiếng Anh: Nights and Days, (sê-ri TV) (1975), trong vai Barbara Niechcic
- Trędowata (1976) trong vai nữ bá tước Idalia Elzonowska
- Gniazdo wdów (Nido de viudas, 1977) trong vai Carmen
- Noce i dnie (1977) trong vai Barbara Niechcic
- Dama kameliowa (1995) ở vị trí biên kịch
- Chopin, Pragnienie miłości, tiếng Anh: Chopin: Desire for Love (2002), trong vai Justyna Chopin, mẹ của Frédéric Chopin

## Giải thưởng

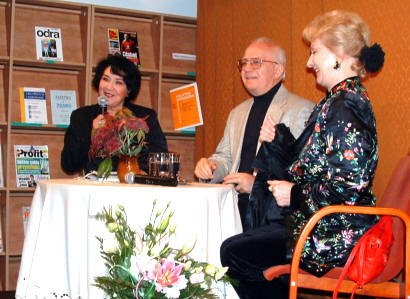
Jadwiga Barańska cùng Jerzy Antczak

Bà đã giành Giải Gấu bạc cho nữ diễn viên xuất sắc nhất với vai diễn trong phim Nights and Days tại Liên hoan phim quốc tế Berlin lần thứ 26 vào năm 1976.